# Gorgonzola (Italia)
Gorgonzola (Gorgonzoeula in dialetto milanese, pronuncia IPA: [ɡurɡũˈdzøːla]) è un comune italiano di 21 351 abitanti della città metropolitana di Milano in Lombardia.
La città dà il nome al celebre formaggio gorgonzola.

## Geografia fisica

### Territorio
Gorgonzola è situata a occidente del bacino della Val Padana, nel territorio della Martesana, a nord-est di Milano; il territorio, completamente pianeggiante, è attraversato dalle vie d'acqua Naviglio della Martesana e Molgora.

### Clima

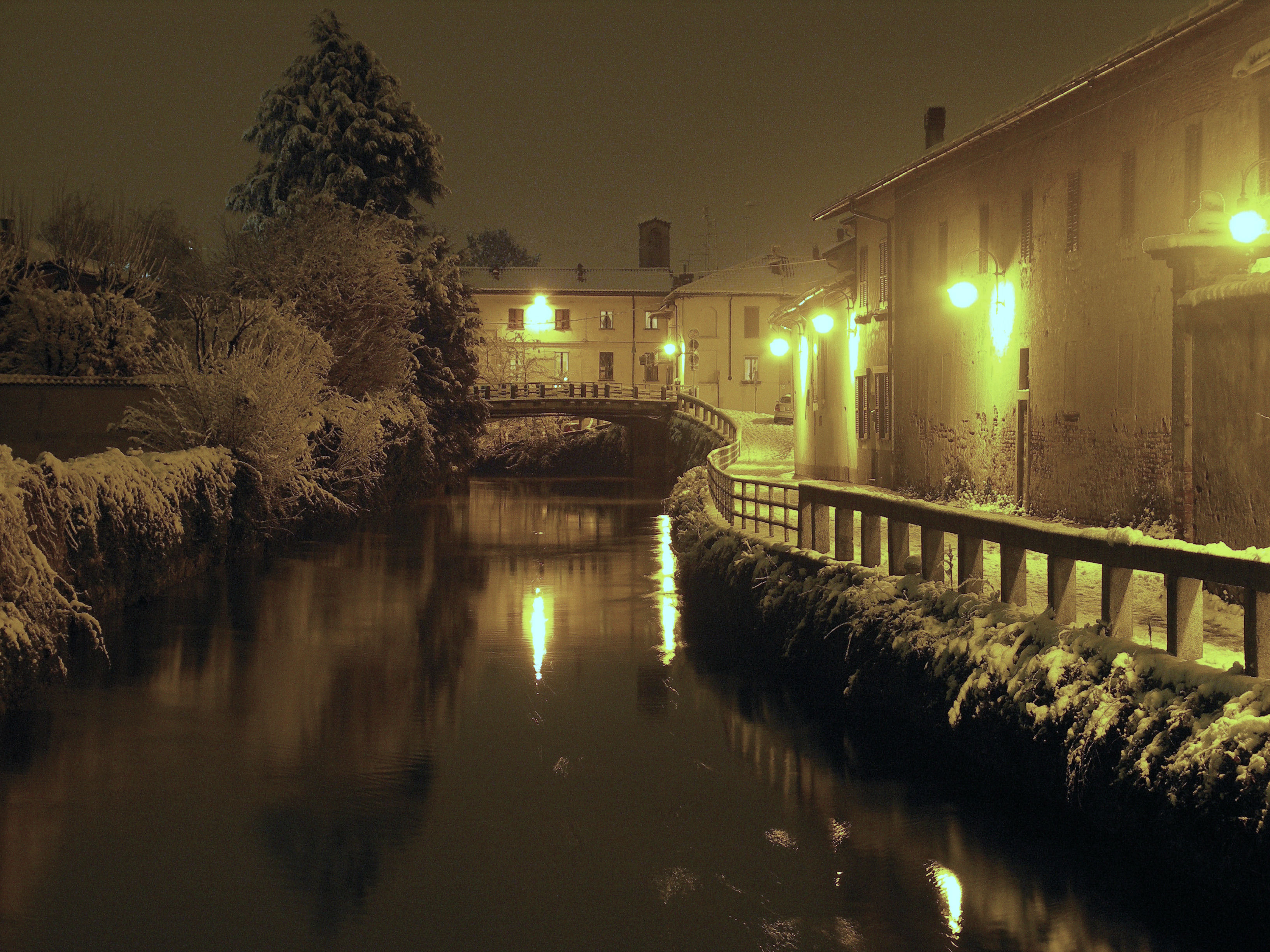
Il naviglio della Martesana a Gorgonzola d'inverno, dopo una nevicata.

Gli inverni a Gorgonzola sono freddi con gelate, nebbie e temperature attorno allo 0.
Le estati sono molto calde e umide, decisamente afose e poco ventilate come in tutta la Pianura Padana, ma interessate da temporali.
Nel complesso, le precipitazioni a Gorgonzola sono molto abbondanti e relativamente ben distribuite nel corso dell'anno anche se la stagione invernale registra periodi relativamente lunghi senza precipitazioni con un minimo di circa 68 mm a gennaio: sono le più piovose le stagioni intermedie e specialmente i mesi di maggio e ottobre.
La neve una volta frequente ora è molto rara.
L'umidità è presente durante tutto l'anno in special modo nei mesi invernali e durante la notte. Ciò nonostante i giorni di piogge si fanno via via meno frequenti, (così come il fenomeno della nebbia), anche se i totali pluviometrici annui non sono variati molto. Le nebbie sono favorite sia dal cielo sereno, che consente il riscaldamento da irraggiamento, sia dal suolo superficialmente umido, dalla tipica assente ventilazione della Pianura Padana occidentale e da particolari configurazioni bariche invernali come i regimi altopressori che in questo periodo dell'anno tendono a presentarsi con una certa frequenza.
| Gorgonzola                         | Mesi   | Mesi   | Mesi  | Mesi  | Mesi   | Mesi   | Mesi    | Mesi   | Mesi  | Mesi  | Mesi   | Mesi   | Stagioni | Stagioni | Stagioni | Stagioni | Anno    |
| Gorgonzola                         | Gen    | Feb    | Mar   | Apr   | Mag    | Giu    | Lug     | Ago    | Set   | Ott   | Nov    | Dic    | Inv      | Pri      | Est      | Aut      | Anno    |
| ---------------------------------- | ------ | ------ | ----- | ----- | ------ | ------ | ------- | ------ | ----- | ----- | ------ | ------ | -------- | -------- | -------- | -------- | ------- |
| T. max. media (°C)                 | 2      | 4      | 12    | 17    | 19     | 25     | 27      | 27     | 23    | 15    | 8      | 3      | 3        | 16       | 26,3     | 15,3     | 15,2    |
| T. min. media (°C)                 | −2     | −1     | 1     | 5     | 9      | 14     | 16      | 15     | 11    | 7     | 4      | −1     | −1,3     | 5        | 15       | 7,3      | 6,5     |
| Giorni di calura (Tmax ≥ 30 °C)    | 0      | 0      | 0     | 0     | 0      | 2      | 6       | 4      | 0     | 0     | 0      | 0      | 0        | 0        | 12       | 0        | 12      |
| Giorni di gelo (Tmin ≤ 0 °C)       | 27     | 20     | 8     | 2     | 0      | 0      | 0       | 0      | 0     | 1     | 17     | 25     | 72       | 10       | 0        | 18       | 100     |
| Nuvolosità (okta al giorno)        | 5,6    | 4,6    | 4,1   | 4,2   | 4,3    | 3,7    | 2,7     | 3,0    | 3,3   | 4,1   | 5,3    | 5,4    | 5,2      | 4,2      | 3,1      | 4,2      | 4,2     |
| Precipitazioni (mm)                | 59     | 49     | 65    | 76    | 96     | 67     | 67      | 89     | 93    | 122   | 77     | 62     | 170      | 237      | 223      | 292      | 922     |
| Giorni di pioggia                  | 7      | 5      | 7     | 8     | 9      | 8      | 12      | 7      | 7     | 22    | 18     | 9      | 21       | 24       | 27       | 47       | 119     |
| Giorni di neve                     | 4      | 3      | 1     | 0     | 0      | 0      | 0       | 0      | 0     | 0     | 1      | 3      | 10       | 1        | 0        | 1        | 12      |
| Giorni di nebbia                   | 21     | 12     | 6     | 2     | 1      | 1      | 1       | 1      | 4     | 12    | 16     | 17     | 50       | 9        | 3        | 32       | 94      |
| Eliofania assoluta (ore al giorno) | 1,9    | 3,4    | 4,9   | 5,9   | 6,8    | 8,1    | 9,2     | 8,1    | 6,2   | 4,2   | 2,2    | 1,9    | 2,4      | 5,9      | 8,5      | 4,2      | 5,2     |
| Pressione a 0 metri s.l.m. (hPa)   | 1 018  | 1 016  | 1 015 | 1 013 | 1 014  | 1 015  | 1 015   | 1 015  | 1 017 | 1 018 | 1 017  | 1 018  | 1 017,3  | 1 014    | 1 015    | 1 017,3  | 1 015,9 |
| Vento (direzione-m/s)              | SW 5,3 | SW 7,9 | E 2,6 | E 2,8 | SW 2,7 | SW 2,6 | SW 11,6 | SW 9,5 | E 2,3 | E 2,3 | SW 2,3 | SW 2,2 | 5,1      | 2,7      | 7,9      | 2,3      | 4,5     |

- Classificazione climatica: zona E, 2557 GG[6].

## Origini del nome
L'ipotesi più antica in merito alla genesi del nome Gorgonzola ne attribuisce la derivazione dal toponimo latino Curte Argentia, designante un insediamento nei pressi della città romana di Argentia, situata tra Milano e Bergamo (oppure, secondo altre interpretazioni, un luogo di cambio dei cavalli al 14º miglio sulla strada Milano-Bergamo); nel tempo il nome sarebbe stato volgarizzato in Curt-argentia, Cort-argentiola e infine Gorgonzola. Un'ipotesi più recente sostiene invece che il nome derivi dalla dea Concordia, mutato poi in Corcondiola e infine in Gorgonzola.

## Storia
In epoca romana il territorio di Gorgonzola era attraversato da un'importante strada romana, la via Gallica. Le prime tracce scritte che menzionano il moderno abitato di Gorgonzola risalgono al X secolo: pare che il notaio chierico del convento di Sant'Ambrogio a Milano fosse il custode della chiesa dei Santi Gervasio e Protasio in Gorgontiola.
Nel 453 la pieve sita dove si trova l'attuale Gorgonzola fu attaccata dagli Unni che distrussero la vicina città romana di Argentia facendo sì che il piccolo abitato, costituito in precedenza da una sola mutatio (stazione per il cambio dei cavalli), diventasse l'insediamento più popoloso dei territori circostanti.
Nel XIII secolo fu possedimento diretto della famiglia milanese dei Della Torre prima di venire estromessi dai Visconti.
Nel 1158 durante l'Assedio di Milano (1158) l'esercito imperiale di Federico I Barbarossa si diresse verso Gorgonzola dove s'imbatté e combatté una squadra di cavalieri milanesi che si stavano dirigendo verso Cassano.
Nel 1176 Gorgonzola aderì alla Lega Lombarda, e nel 1245, nel corso degli scontri che seguirono la Pace di Costanza del 1183 e che coinvolsero gli eredi di Federico Barbarossa, durante l'assalto da parte di Federico II ai Bastioni di Milano, le forze lombarde dovettero ripiegare fino a Gorgonzola: vi furono degli scontri e i comandanti di entrambe le fazioni furono catturati dai loro nemici. A Gorgonzola fu custodito re Enzo di Svevia, il figlio dell'imperatore, nonché Vicario Imperiale per la Lombardia.
Nel 1288 Gorgonzola viene citata come una delle pievi più importanti dell'arcidiocesi di Milano e nel 1510 appare per la prima volta su un documento il nome attuale.
Il 4 giugno 1869 vi nasce Pompeo Ghezzi, che tra la fine del 800 e gli inizi del 900 sarà, insieme al cardinale Andrea Carlo Ferrari, al teologo Ambrogio Portaluppi e all'on. Agostino Cameroni, tra i protagonisti del movimento cattolico milanese.
Il 30 aprile 1945 a Gorgonzola si arresero gli ultimi reparti di ciò che restava della 29ª divisione delle SS italiane.

### Bombardamenti nella seconda guerra mondiale
Durante la seconda guerra ci furono 6 bombardamenti a Gorgonzola da parte dell'aeronautica britannica.  
- 29 Marzo 1944
- 13 Maggio 1944
- 09 Gennaio 1945
- 22 Gennaio 1945
- 06 Febbraio 1945
- 08 Marzo 1945

### Simboli
Lo stemma comunale è stato riconosciuto con decreto del capo del governo del 13 dicembre 1928.
Lo stemma di Gorgonzola riprende la composizione delle figure del blasone della famiglia Serbelloni, che tenne questa terra come feudo a partire dal 1689. Il loro emblema era uno scudo troncato: al primo d'argento, al sorbo di verde, sostenuto da due grifoni affrontati, di rosso, coronati d'oro; al secondo bandato d'argento e di rosso.
Il gonfalone, concesso con regio decreto del 15 maggio 1933, è costituito da un drappo di azzurro caricato dell'arma.

## Monumenti e luoghi d'interesse

### Architetture religiose

#### Prepositurale dei Santi Gervasio e Protasio
La principale chiesa cittadina, dedicata ai santi Gervasio e Protasio, è stata completamente riedificata nel XIX secolo in stile neoclassico, su progetto di Simone Cantoni commissionato dal duca Gian Galeazzo Serbelloni.

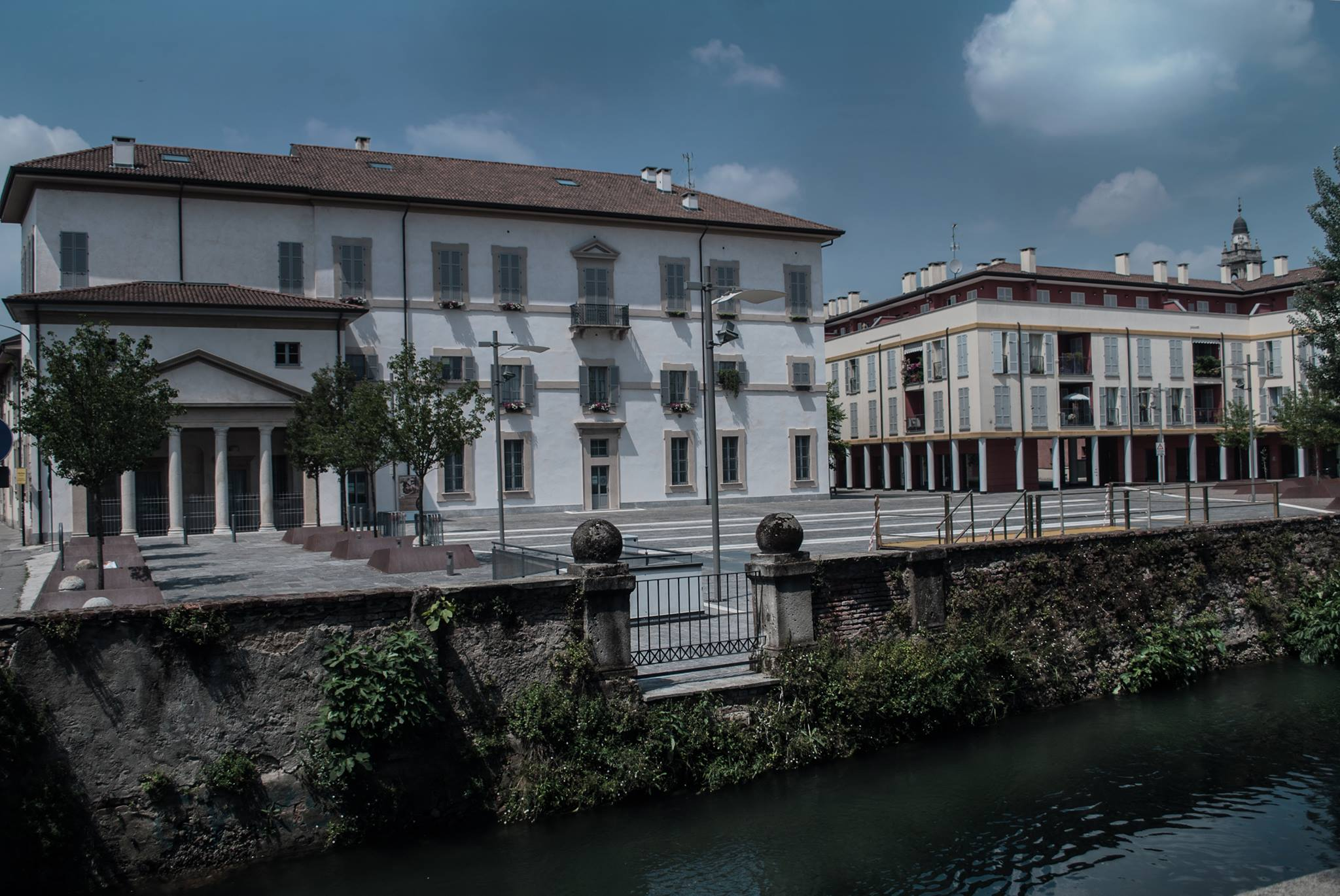
Palazzo Freganeschi Pirola

#### Santuario della Madonna dell'Aiuto
Anticamente dedicata a san Pietro, facente parte di un antico convento degli Umiliati, è l'architettura religiosa più antica della città. Venne poi dedicata alla Madonna dell'Aiuto poiché il vescovo di Bobbio Francesco Maria Abbiati, nativo di Gorgonzola, donò la riproduzione della Madonna venerata nel grande santuario mariano di Bobbio a protezione dalla peste che infuriò nel Milanese nel 1630. Pregevole l'antica tela di autore ignoto raffigurante Giobbe in preghiera, inginocchiato su una stuoia.

## Società

### Evoluzione demografica
- 1 467 nel 1751
- 1 726 nel 1771
- 2 205 nel 1805
- 2 660 dopo annessione di Sant'Agata nel 1809
- 4 113 nel 1853
- 4 220 nel 1859

Abitanti censiti

### Etnie e minoranze straniere
Al 31 dicembre 2022 la popolazione straniera era di 2.449, pari all'11,28% della popolazione.

## Cultura

### Letteratura
- Nel capitolo XVI de I promessi sposi di Alessandro Manzoni si narra che Renzo Tramaglino, in fuga da Milano (dove è rimasto coinvolto in un tumulto, ha pronunciato discorsi ritenuti sediziosi, si è ubriacato e infine ha rischiato l'incarcerazione) e diretto a Bergamo, nella Repubblica della Serenissima, sosta per il pranzo in un'osteria di Gorgonzola.
- Nel 1762 Giuseppe Parini, ospite in qualità di precettore della villa Serbelloni lungo il naviglio Martesana in Gorgonzola, prese le difese della figlia del musicista Sammartini, schiaffeggiata dalla duchessa in un momento d'ira. L'episodio diede spunto a uno dei passi celebri de Il giorno.[12]

### Cucina
Dal punto di vista gastronomico, la città è anche famosa per aver dato i natali, nonché il nome, al famoso formaggio erborinato gorgonzola. Di fatto una delle attività economiche storicamente più rilevanti del territorio è l'allevamento di vacche da latte e (di riflesso) la produzione di prodotti caseari, in particolare lo stracchino. A tale proposito vi sono documenti nell'Archivio di Stato di Milano che comprovano anche la larga presenza di pecore e vacche, il cui numero veniva periodicamente censito, per volere dell'imperatrice Maria Teresa d'Austria, la quale in una delle sue gride aveva espressamente dichiarato che le aree orientali dello Stato di Milano dovevano continuare nella coltivazione delle marcite, al fine di produrre il foraggio per l'allevamento delle vacche da latte, il cui prodotto veniva poi perlopiù impiegato nella produzione del formaggio.

### Musica
La presenza in paese del duca Gian Galeazzo Serbelloni contribuì, nella seconda metà del Settecento, a creare un vivace ambiente musicale teso fra la Chiesa Prepositurale dei Santi Protaso e Gervaso e la villa di delizia che la famiglia Serbelloni possedeva sulle rive del Naviglio della Martesana. Fino al 1762 il celebre maestro di cappella milanese Giovanni Battista Sammartini ebbe modo di trascorrere periodi di villeggiatura in compagnia della duchessa Maria Vittoria Ottoboni nella villa di Gorgonzola. Qui si verificò il famoso episodio dello schiaffo sferrato dalla Duchessa alla figlia di Sammartini cui assistette anche l'abate Parini. Il Duca Gian Galeazzo Serbelloni, grande appassionato di musica, non solo offrì a molti giovani gorgonzolesi la possibilità di formarsi a Milano con i migliori musicisti ma donò anche un nuovo organo alla Chiesa Prepositurale. Il miglior prodotto del mecenatismo musicale gorgonzolese del duca Gian Galeazzo fu Giovanni Bianchi (1758-1829), compositore, maestro di cappella e organista della Prepositurale di Gorgonzola dal 1781 al 1829.
A Gorgonzola è attiva la Cappella Musicale di Gorgonzola, formazione vocale e strumentale fondata nel 1758 per solennizzare le funzioni della chiesa prepositurale dei Santi Protaso e Gervaso. Questa antica istituzione, che negli ultimi decenni del Settecento godette della protezione del Duca Gian Galeazzo Serbelloni, è ancora attiva e operante non solo in ambito liturgico ma anche in ambito musicologico e concertistico con ricerche e studi sulla musica sacra milanese del XVIII Secolo.
Gorgonzola viene citata nella canzone Agapito Malteni il ferroviere (insieme alla cittadina di Vimercate) dal cantautore calabrese Rino Gaetano, contenuta nel suo primo album Ingresso libero del 1974: il comune è indicato come uno dei tanti comuni e paesi del Nord Italia dove i meridionali si trasferivano dalle campagne del Sud, in cerca di un lavoro.

### Eventi
- Sagra del Gorgonzola: ogni anno a settembre
- Fiera di Santa Caterina: in concomitanza con la ricorrenza di Santa Caterina d'Alessandria si festeggia ogni anno il 25 di novembre. Solitamente i festeggiamenti si riferiscono all'ultima domenica di novembre.
- Fiera dei Sapori d'Italia: nel mese di maggio

## Geografia antropica

### Frazioni e località
Il comune di Gorgonzola comprende le frazioni di Riva (dove sorge la stazione di Villa Pompea della MM2, Località Produttiva, Cascina Mugnaga, Cascina Vergani, Cascina Nuova e Cascina Antonietta (altra località dove è presente una fermata metropolitana).

## Economia
Al 2008 sono censite nel territorio comunale 1 223 imprese, impieganti un totale di 4 770 addetti. Di queste, 215 aziende (con 1461 addetti) appartengono al comparto dell'industria, 296 (per 688 addetti) al comparto del commercio, 474 (per 2233 addetti) al comparto servizi.

## Infrastrutture e trasporti

### Strade
Le principali arterie viarie che attraversano il centro cittadino sono la Strada statale 11 Padana Superiore (che collega Torino e Venezia) e la strada provinciale 13 Monza-Liscate.

### Ferrovie e tranvie
Il territorio comunale di Gorgonzola è attraversato dalla linea 2 (verde) della metropolitana di Milano, che vi effettua le fermate Villa Pompea (situata in piazza Marzabotto), Gorgonzola (in piazza Europa) e Cascina Antonietta (in via Sondrio). Tra le stazioni di Gorgonzola e Cascina Antonietta si trova altresì uno dei depositi di materiale rotabile della linea, aperto nel 1928 dalla Società Trazione Elettrica Lombarda per il ricovero dei convogli delle linee Milano-Vaprio d'Adda e Milano-Cassano d'Adda, nel 1939 passato in gestione all'ATM e più volte ristrutturato e ampliato.
Fra il 1878 e il 1978, la località costituì il centro principale servito dalla tranvia Milano-Gorgonzola-Vaprio.

### Mobilità urbana
Il centro cittadino è servito da una linea di autobus urbani; piazza Europa funge inoltre da capolinea per alcuni collegamenti a carattere interurbano gestiti da Autoguidovie (Milano Sud Est Trasporti).

## Amministrazione

### Sindaci dal secondo dopoguerra in poi
| Periodo | Periodo | Primo cittadino      | Partito        | Carica                  | Note |
| ------- | ------- | -------------------- | -------------- | ----------------------- | ---- |
| 1946    | 1980    | Camillo Ripamonti    | DC             | Sindaco                 |      |
| 1980    | 1990    | Mario Villa          | DC             | Sindaco                 |      |
| 1990    | 1995    | Osvaldo Vallese      | PSI            | Sindaco                 |      |
| 1995    | 1998    | Ernestino Mantegazza | LN             | Sindaco                 |      |
| 1998    | 1998    | Michele Tortora      |                | Commissario prefettizio |      |
| 1998    | 2008    | Stefano Lampertico   | PD/Civica      | Sindaco                 |      |
| 2008    | 2013    | Walter Baldi         | centrodestra   | Sindaco                 |      |
| 2013    | 2013    | Simona Pesole        |                | Commissario prefettizio |      |
| 2013    | 2023    | Angelo Stucchi       | PD             | Sindaco                 |      |
| 2023    |         | Ilaria Scaccabarozzi | centrosinistra | Sindaco                 |      |

### Gemellaggi
- Ambert, dal 2003
- Annweiler am Trifels, dal 2008

## Sport

### Pallavolo
La principale squadra di pallavolo locale è l'Unione Sportiva Argentia Pallavolo, fondata nel 1965, le cui prime squadre maschile e femminile militano per la stagione 2015-2016 nei rispettivi campionati di serie B2. Il club gestisce altresì delle selezioni giovanili, fino alla categoria under 13.

### Hockey su prato
A Gorgonzola ha sede l'Hockey Club Argentia Martesana, la cui prima squadra femminile milita per la stagione 2015-2016 nella serie A1 (massimo campionato italiano).

### Calcio

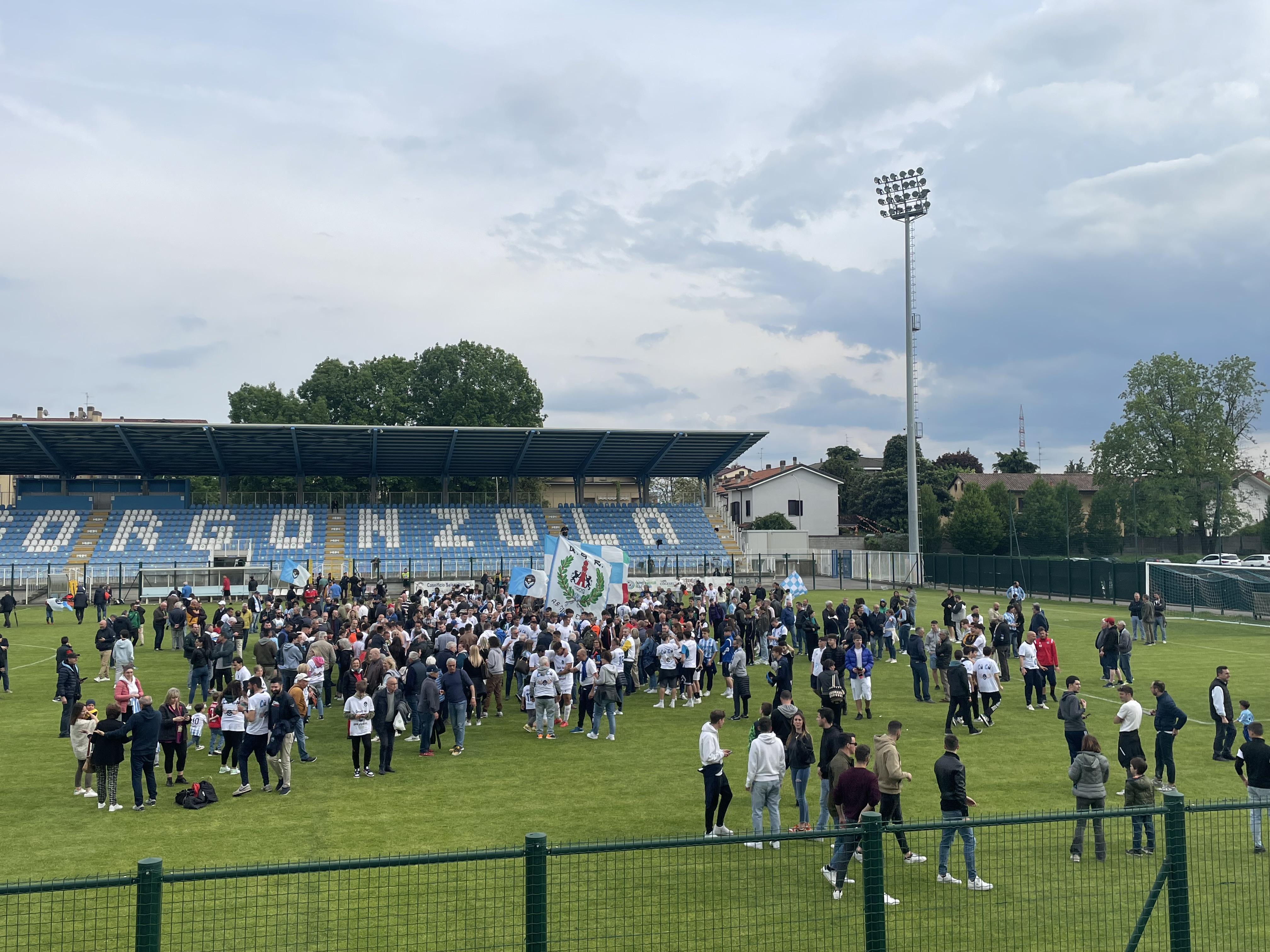
Tifosi della Giana Erminio festeggiano la promozione in Serie C

La principale società calcistica locale è l'Associazione Sportiva Giana Erminio (meglio nota come Giana Erminio); fondata nel 1909, dopo aver militato per 104 anni tra i gironi lombardi di Terza Categoria ed Eccellenza, nel 2013 ha ottenuto la sua prima promozione in Serie D e - dopo un solo anno trascorso in tale campionato - ha guadagnato l'accesso alla terza serie nazionale, che è pertanto il massimo livello raggiunto nel corso della sua storia. Il club disputa le sue gare casalinghe allo Stadio comunale Città di Gorgonzola di via Milano, principale e più capiente impianto sportivo cittadino.
A Gorgonzola ha sede altresì la Polisportiva Argentia, storicamente mai spintasi al di là delle categorie locali lombarde, che disputa le gare interne al Centro Sportivo Comunale di via Toscana.

### Pallacanestro
Il club cestistico locale è la Nuova Argentia Pallacanestro, fondato nel 1967 e attivo nei campionati regionali lombardi.

### Tennis
Sono presenti due scuole tennistiche: La Seven Infinity e la storica società Gtennis, fondata nel 1995.

### Altri sport
Nel comune sono attivi anche il Gruppo Podistico Gorgonzola (tra l'altro organizzatore della corsa podistica Gipigiata), il club di arti marziali Shotokan Karate Argentia e la squadra ciclistica dilettantistica A.S.D. Gorgonzola Ciclismo.